# جامعة لاغوس
الجامعة لاغوس (University of Lagos، أو UniLag - "يونيلاغ") هي الجامعة الاتحادية في أكوكا، يابا، المدينة في لاغوس جنوبية. الجامعة واحد من عشرين وحمسة جامعات اتحادية في نيجيريا.

## وصلات خارجية
- الجامعة لاغوس